# Breznița-Ocol
Breznita Ocol là một xã thuộc hạt Mehedinți, România. Dân số thời điểm năm 2002 là 4102 người.